# The Staircase
The Staircase (in francese: Soupçons, tradotto: Suspicions , noto anche come Death on the Staircase) è una serie documentaristica diretta da Jean-Xavier de Lestrade che riporta, dal 2004 al 2018, il processo a Michael Peterson, giornalista e scrittore statunitense, accusato dell'omicidio della moglie, Kathleen Peterson. 
Il documentario, sebbene non prenda esplicite posizioni sul caso, tratta maggiormente la vicenda dalla prospettiva della difesa. 
Il programma viene portato in Italia l'8 giugno 2018 dalla piattaforma Netflix.

## Persone coinvolte
- Michael Peterson: ex militare, scrittore e giornalista statunitense; imputato dell'omicidio della moglie[1]
- David Rudolf: avvocato della difesa[2]
- Ron Guerette: investigatore privato[3]
- Tom Maher: avvocato difensore[4]
- Bill Peterson: fratello di Michael Peterson; gli presta $300.000 per le spese legali[5][6]
- Freda Black: assistente del procuratore del caso[7]
- Jim Hardin: all'epoca procuratore assegnato al caso[8]
- Arthur Holland: agente di polizia assegnato al caso[9]

## Storia

### Prima serie
Nel dicembre 2001 il romanziere e giornalista Michael Peterson chiama l'ospedale per riferire che sua moglie, Kathleen, è caduta da una scalinata nella loro villa di Forest Hills e sta morendo. Dopo il suo decesso le autorità non credono alla storia di Peterson sulla caduta di Kathleen, mentre era ubriaca, e conclude invece che è stato Peterson ad averla colpita a morte, molto probabilmente con un attizzatoio del camino (scomparso dalla casa). Peterson fu per questo accusato di omicidio e la serie descrive dettagliatamente il caso seguendo maggiormente il punto di vista di Peterson e della sua squadra di difesa guidata da David Rudolf. Durante il processo si scopre che mentre Peterson viveva in Germania una sua amica di famiglia morì a causa di un'emorragia cerebrale causata da una caduta dalle scale dopo un collasso. Un'indagine della polizia tedesca e delle autorità militari statunitensi concluse che la morte fu accidentale e Peterson si premurò per adottare le due figlie della donna. Durante il processo le figlie di Peterson stanno fermamente dalla parte del padre.
L'accusa sostiene che Kathleen aveva scoperto che Michael era bisessuale e che quest'ultimo aveva avuto rapporti sessuali extraconiugali con degli uomini durante il suo matrimonio; la cosa avrebbe portato a una discussione sfociata nell'omicidio di Kathleen. Peterson ha affermato che sua moglie sapeva della sua sessualità e che avevano un matrimonio aperto; ha anche sostenuto di non essere stato presente quando Kathleen è caduta dalle scale ma di essere giunto nel luogo solo diverso tempo dopo.
La giuria, alla fine del processo, condanna Michael per omicidio volontario. Peterson viene incarcerato a vita.

### Seconda serie
Dopo 8 anni di carcere si scopre che l'agente dell'SBI assegnato al caso, Duane Deaver, che avrebbe dovuto individuare e analizzare il sangue sulla scena del crimine, è stato negligente e volutamente schierato dalla parte dell'accusa in decine di casi da lui trattati. Per questo l'appello di riesaminare il caso viene accettato e Michael Peterson viene scarcerato sotto libertà condizionata.

### Terza serie
Ci sono sufficienti elementi per riaprire il processo ed emergono novità importanti legate al caso come l'inquinamento delle prove legate alle macchie di sangue sui vestiti e la scoperta che l'attizzatoio era stato scoperto durante le indagini dalla polizia e che esso fu intenzionalmente occultato. Sebbene Peterson è convinto di avere una buona possibilità di vincere un nuovo processo a causa dell'indigenza economica (causata dalle spese processuali degli anni precedenti) e dalla scarsa fiducia da lui maturata nei confronti delle autorità (maturata per le prove falsate durante il processo) decide di accettare un patteggiamento per Alford Plea (l'imputato non si dichiara colpevole del reato ma accetta comunque la condanna). Visto che la condanna emessa nell'Alford Plea è inferiore al periodo già scontato viene immediatamente scarcerato.

#### Curiosità
Nell'ultimo episodio della serie una delle sorelle di Kathleen Peterson, che vogliono una condanna a vita per Michael Peterson, cita in maniera polemica il programma The Staircase additandolo come pesantemente di parte.

## Episodi

### Prima serie
| Capitolo | Titolo originale          | Titolo italiano            | Prima TV originale | Uscita in Italia |
| -------- | ------------------------- | -------------------------- | ------------------ | ---------------- |
| 1        | Crime or Accident?        | Crimine o incidente        | 7 ottobre 2004     | 8 giugno 2018    |
| 2        | Secrets and Lies          | Segreti e bugie            | 7 ottobre 2004     | 8 giugno 2018    |
| 3        | A Striking Coincidence    | Una fastidiosa coincidenza | 14 ottobre 2004    | 8 giugno 2018    |
| 4        | A Prosecution Trickery    | L'accusa gioca d'astuzia   | 14 ottobre 2004    | 8 giugno 2018    |
| 5        | A Weak Case               | Una tesi debole            | 21 ottobre 2004    | 8 giugno 2018    |
| 6        | The Prosecution's Revenge | La vendetta dell'accusa    | 21 ottobre 2004    | 8 giugno 2018    |
| 7        | The Blowpoke Returns      | L'attizzatoio riappare     | 28 ottobre 2004    | 8 giugno 2018    |
| 8        | The Verdict               | Il verdetto                | 28 ottobre 2004    | 8 giugno 2018    |

### Seconda serie
| Capitolo | Titolo originale | Titolo italiano    | Prima TV originale | Uscita in Italia |
| -------- | ---------------- | ------------------ | ------------------ | ---------------- |
| 9        | Reopen the Case  | Il caso è riaperto | 21 novembre 2013   | 8 giugno 2018    |
| 10       | The Last Chance  | L'ultima chance    | 21 novembre 2013   | 8 giugno 2018    |

### Terza serie
| Capitolo | Titolo originale          | Titolo italiano           | Uscita nel mondo |
| -------- | ------------------------- | ------------------------- | ---------------- |
| 11       | In Search of a Resolution | Chiuderò con il passato   | 8 giugno 2018    |
| 12       | Between Despair and Anger | Tra rabbia e disperazione | 8 giugno 2018    |
| 13       | Imperfect Justice         | Giustizia imperfetta      | 8 giugno 2018    |

## Nella cultura di massa
La sitcom Trial & Error del 2017 parodia questo documentario e i dettagli del caso.